# Mike Gale
Michael Eugene Gale, detto Mike (Filadelfia, 18 luglio 1950 – 30 luglio 2020), è stato un cestista statunitense, professionista nella ABA e nella NBA.

## Carriera
Venne selezionato dai Chicago Bulls al terzo giro del Draft NBA 1971 (47ª scelta assoluta).

## Palmarès
- Campionato ABA: 1

New York Nets: 1974
- ABA All-Defensive Team: 2

1973, 1974
- Migliore nelle palle rubate nei Playoff ABA (1976)
- Settimo miglior giocatore per palle rubate di sempre ABA
- Ventesimo per numero di stoppate di sempre ABA